# تسبیحی

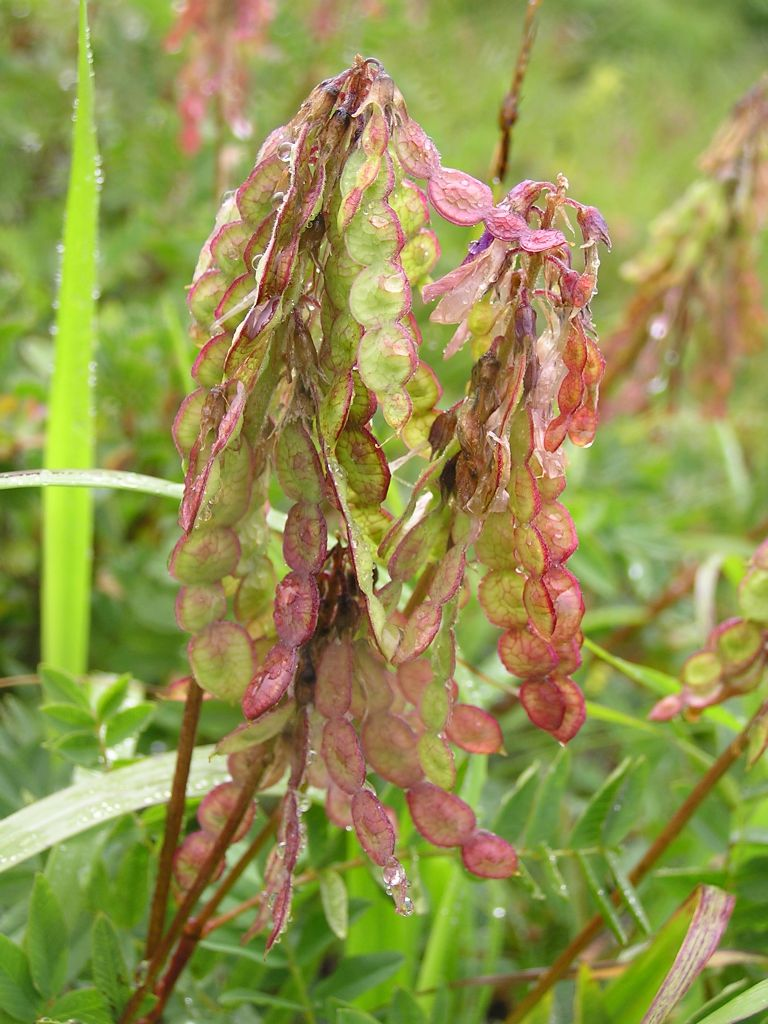
تسبیحی‌های گیاه Hedysarum hedysaroides

تَسبیحی (lomentum یا loment) بنشن یا میوه‌ای ناشکفته است از نوع نیام یا خورجین که غلاف آن در فاصلهٔ میان دانه‌ها باریک شده است.
به عبارتی، بنشن یا میوه‌هایی که وقتی می‌رسند به بخش‌های یک‌دانه‌ای یا یک‌لپه‌ای تقسیم می‌شود، تسبیحی نامیده می‌شوند. تسبیحی نوعی چاک‌بَر schizocarp است.
تسبیحی بیشتر در تیره باقلائیان یافت می‌شود و یونجه هندی Desmodium و ترنجبین Hedysarum دو سرده‌ای هستند که تسبیحی دارند.